# William Eubank
William Eubank (nascido em 15 de novembro de 1982) é um cineasta norte-americano.